# Ojehivka, Volodarka
Ojehivka (în ucraineană Ожегівка) este o comună în raionul Volodarka, regiunea Kiev, Ucraina, formată numai din satul de reședință.

## Demografie
Componența lingvistică a comunei Ojehivka
     Ucraineană (97,09%)
     Rusă (2,91%)
Conform recensământului din 2001, majoritatea populației comunei Ojehivka era vorbitoare de ucraineană (97,09%), existând în minoritate și vorbitori de rusă (2,91%).